# ألونزو كارول
ألونزو كارول (بالإنجليزية: Alonzo Carroll)‏ هو لاعب كرة قدم أمريكية أمريكي، ولد في 3 أكتوبر 1894 في ناشفيل في الولايات المتحدة، وتوفي في 25 أغسطس 1962 في ممفيس في الولايات المتحدة.